# The Fear Woman
The Fear Woman è un film muto del 1919 diretto da J.A. Barry (con il nome John A. Barry) che si basa su un soggetto di Izola Forrester. Di genere drammatico, il film aveva come interpreti Pauline Frederick, Milton Sills, Walter Hiers, Emmett King, Harry Northrup.

## Trama

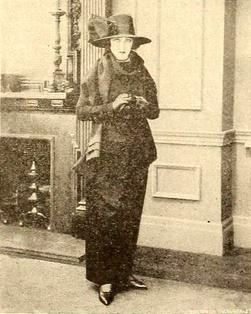
Pauline Frederick nel film

Helen Winthrop, dopo la morte del padre, caduto ubriaco dalle scale, è spaventata dalla possibilità che l'alcolismo sia una malattia ereditaria della sua famiglia e, in procinto di sposarsi con Robert Craig, abbandona gli invitati venuti per le nozze senza dare spiegazioni.
Mentre Robert fa un viaggio di lavoro, lei si reca in visita da alcuni amici, gli Scarr. Il marito, troppo preso dagli affari, trascura Stella, la giovane moglie che, di conseguenza, si consola con un altro. Una notte, Stella si trova nella stanza dell'amante e sta per essere scoperta dal marito. Viene salvata dall'intervento di Helen, che si precipita nell'appartamento dell'uomo dove viene "sorpresa" da Scarr, venuto in cerca della moglie. La reputazione di Helen ne esce gravemente compromessa e lei diventa oggetto di pettegolezzi nella sua cerchia sociale.
Su una spiaggia, conosce una famiglia di arricchiti, i Farwell. Il giovane - e grasso - Percy Farwell le fa una corte assidua contro il volere di sua madre, la signora Honorah Farwell. Che, per rompere la relazione tra i due, assume un avvocato: quest'ultimo non è altri che Robert Craig. Helen, sempre spinta dalla paura di generare figli che possano diventare alcolisti, com'è accaduto nella sua famiglia per le ultime quattro generazioni, spinge Percy ad annunciare il fidanzamento, così da rompere definitivamente con Robert. Ma, quando la signora Farwell, a un ricevimento, convince Scarr, il marito di Stella, ad accusare Helen di essere una poco di buono, Robert la difende a spada tratta. Helen accetta finalmente l'amore di Robert e confessa che poco prima, durante la festa, quando aveva finto di essere ubriaca per disgustarlo, in effetti aveva bevuto solo del ginger ale.

## Produzione
Il film fu prodotto dalla Goldwyn Pictures Corporation. Le scene dei tornei di tennis vennero girate a Berkeley.

## Distribuzione
Il copyright del film, richiesto dalla Goldwyn Pictures Corp., fu registrato il 29 maggio 1919 con il numero LP13775.
Distribuito negli Stati Uniti dalla Goldwyn Distributing Company, il film - presentato da Samuel Goldwyn - uscì nelle sale cinematografiche l'8 giugno 1919.
Non si conoscono copie ancora esistenti della pellicola che viene considerata presumibilmente perduta.